# 偉大社會
偉大社會（英語：Great Society），或譯為大社會計划或大社會，是在1960年代，由美国总统林登·约翰逊和其在国会的民主党同盟提出的一系列国内政策。1964年，约翰逊在密歇根大學发表演说，宣称：“美国不仅有机会走向一个富裕和强大的社会，而且有机会走向一个伟大的社会。”由此所提出的施政目标，便是“伟大社会”，主要目標是經濟繁榮和消除族群不平等。
在此期間，啟動了針對教育、醫療、城市、農業問題和交通的新的重大支出計劃。後來，他和民主黨人在國會及隨後的幾年中推進了偉大社會及其倡議。範圍廣泛的偉大社會類似於富蘭克林·羅斯福的新政國內議程。
甘迺迪的《New Frontier》提出了一些偉大社會提案，但這些提案被擱置。而詹森的成功取決於他的說服力，加上民主黨在1964年大選再次勝利，使得許多新式自由主義者進入國會，隔年就職後成為自1938年以來最偏向自由派的國會。
反戰民主黨人抱怨說，越戰開支使偉大社會受阻。儘管某些計劃已被取消或減少了資金，但其中許多仍持續至今，包括《醫療保險法案》、《醫療補助法案》和聯邦教育基金。偉大社會在共和黨總統理查德·尼克松和杰拉尔德·福特任期仍得以擴大。

## 經濟和社會條件
新政是對經濟和金融危機的回應，「偉大社會」构想則有些不同，其在經濟快速增長時期提出的。约翰·肯尼迪总统提出将边际税率由91%削减到71%，减税令在1964年1月（即肯尼迪遇刺后的3个月）开始实行。减税后的第一年，国民生产总值上涨了10%。在1961年至1968年期间，经济增长平均速度为4.5%。
当时官方的贫困线定为：非农业人口个人年收入1540美元，4口之家年收入3130美元；农业人口个人1080美元，4口之家2190美元。按此计算，美国约有贫困人口3500万，占总人口的18%；其中22%是非白人，将近非白人总数的一半。在一个全方位发展的国家，贫困就显得不大协调，成为全社会关注的焦点；正因为富裕包围中的贫困反差更大，更令人难堪，才引起更多的关注。于是，如何在这样一个富有的国家解决固有的贫困问题，成为当时约翰逊政府的当务之急。「伟大社会」的伟大目标就是最终解决这些人的贫困问题，实现美国经济和社会的重大改革。

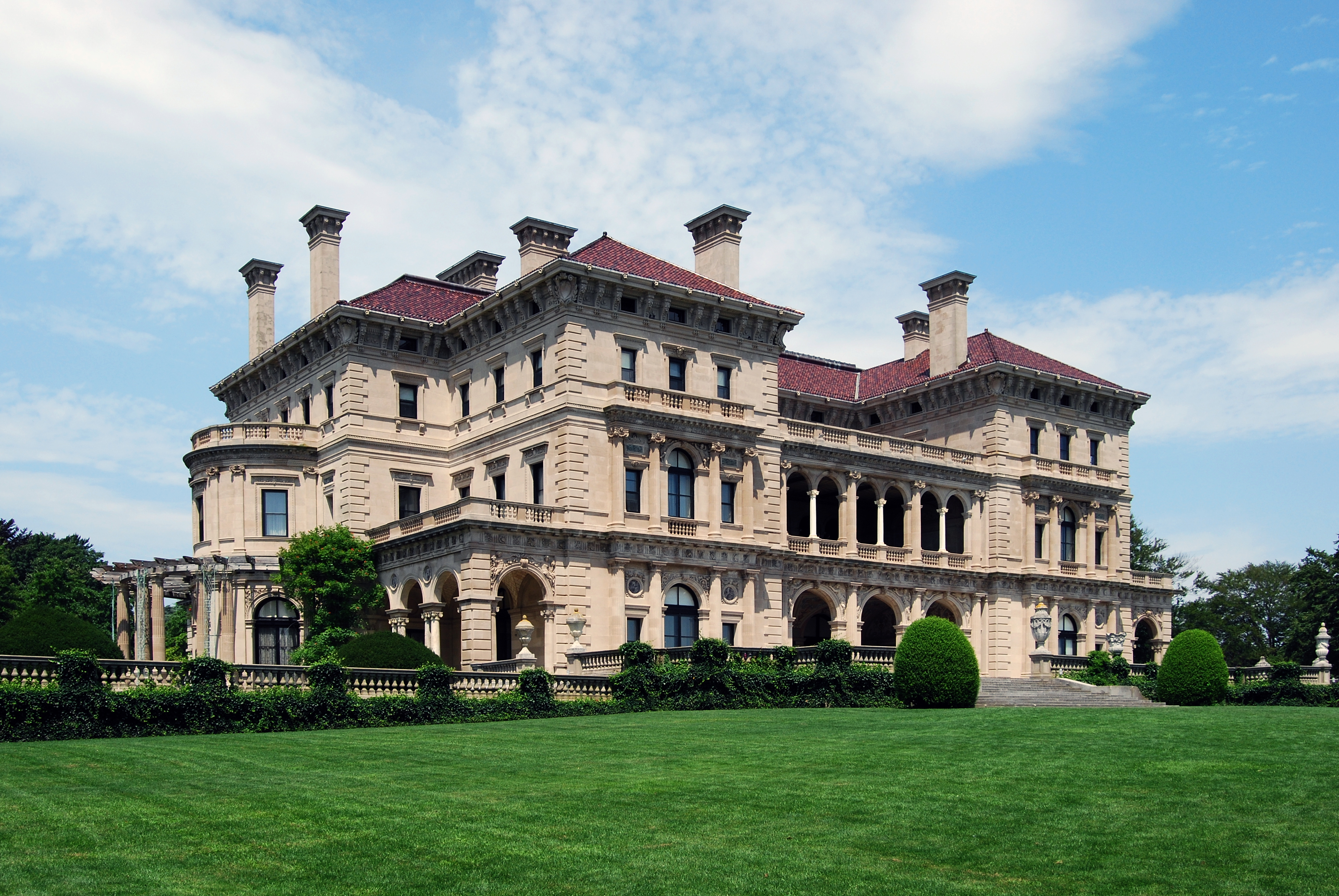
在镀金时期，一栋名为The Breakers的别墅

#### 司法保护制度的完善
镀金时代时，在「契约自由」的旗号下，工人起码的工作安全得不到保障。19世纪末期以来，要求社会平等和揭露黑幕的运动此起彼伏，声势浩大，对各级立法机构形成了强大压力，迫使它们不得不通过限制垄断、保护竞争、维护中下阶层利益的立法，以纠正市场自发秩序带来的不公正。市场竞争中的强者与弱者在政治上的较量，最终化为联邦法院里的司法诉讼。遗憾的是，美国最高法院一开始却站在了大公司一边。在1895年著名的「美国诉奈特公司」案中，最高法院的判决让反托拉斯法「成为一纸空文」。最高法院甚至将一些州的劳工立法打入冷宫，其理由是「偏袒工人，损害老板」。
在争取平等权益的斗争中，与当时欧洲的工人阶级相比，美国劳工更多是通过选票和法庭，而非单纯的罢工或暴力手段来获得这些成果的。整个社会也更愿意接受这种温和的方式，改变劳工待遇和实现社会公正。罗斯福新政后，美国社会弱肉强食的丛林法则受到了约束，牟取暴利的垄断遭到了遏制，镀金时代的两极分化得以缓解，苦苦挣扎的社会下层有了起码的保障，从乡村到城市化、从农业到工业化的社会转型相对平缓。劳工争取权益的成功经验，为其他弱势社会群体树立了榜样，女性、少数族裔、同性恋和残障人士，都开始用法律来保护他们的权益，寻找他们心目中的公正。正是在20世纪中叶以前，这些对社会不公正的诉求的途径得到基本解决，才有了后来60年代“伟大社会”构想的提出。

### 民權運動
1958年，南方21个主要城市组织集会，发动黑人争取公民权利。1961年5月初，种族平等大会又开展自由乘客运动。不久，在学生非暴力协调委员会参与下，得到许多白人支持，逐渐发展为全国性运动，迫使南部诸州取消州际公共汽车乘坐上的种族隔离制。伯明翰事件后，民权运动队伍迅速扩大。1963年8月28日，组织25万人（其中25%为白人）向华盛顿进军，要求就业，要求「立即自由」。另外，有些城市黑人还开展以暴力对付暴力的斗争。1964年，迫使约翰逊总统签署了《民权法》，民权运动进一步推向高潮。
自新政后，民主党一直以弱势群体的保护者自居，其政治理念倾向于利用联邦政府的权力来扩大社会保障和社会福利。经过杜鲁门和肯尼迪的承上启下后，这种政策在约翰逊总统任期达到极致。从20世纪50年代后期到1965年的十五年间在美国发生了一次次唤起美国民众对自由、平等、权利的新理解和新要求的民权运动，这让全国逐渐产生了一种道德升华的心态。

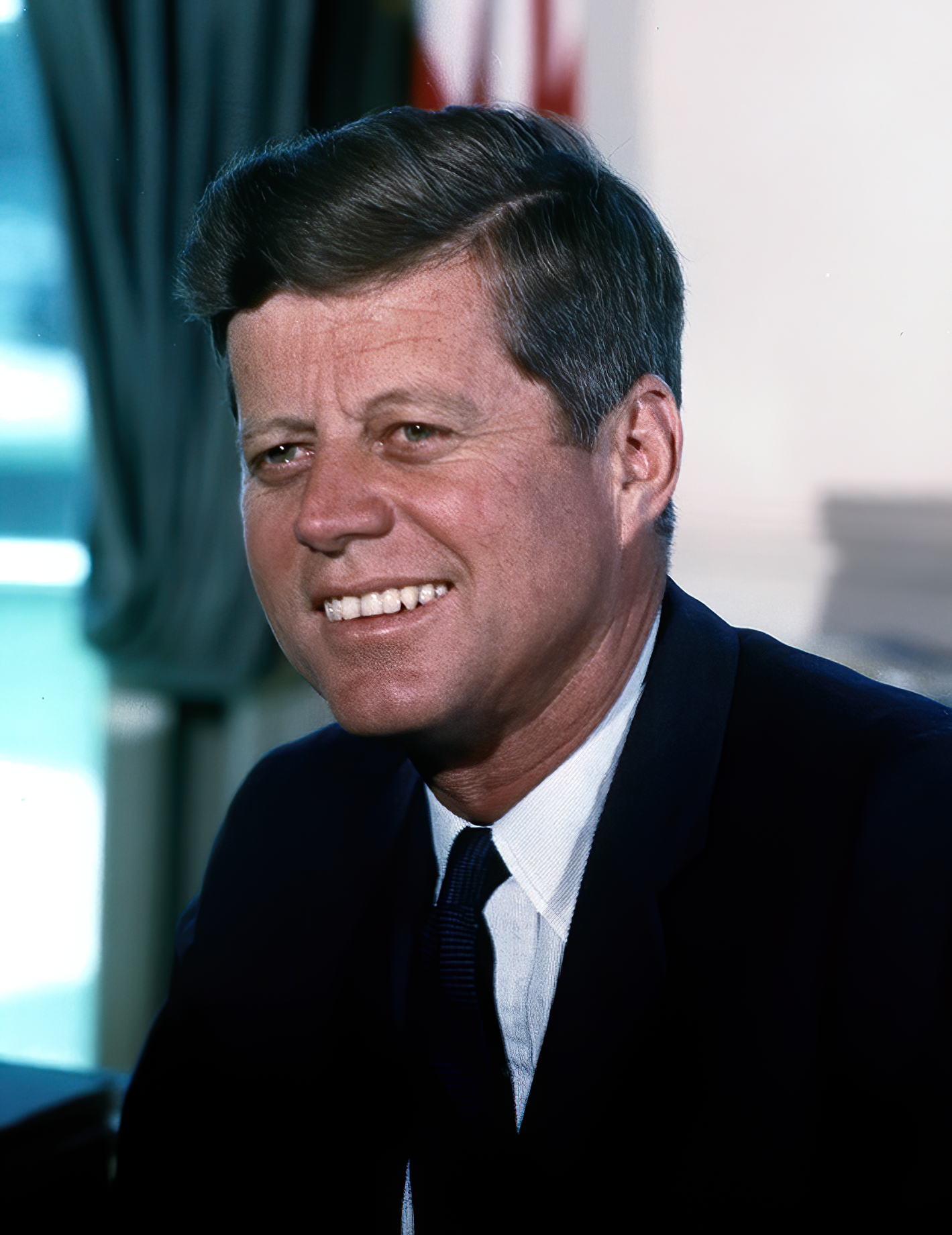
肯尼迪总统

### 「新边疆」与肯尼迪
1960年11月，43岁的民主党参议员约翰·F·肯尼迪成为美国历史上最年轻的总统。当年7月15日，在洛杉矶舉行的民主党全国党代表大会上，肯尼迪在其接受总统提名的演说中提出了「新边疆」（New Frontier）的纲领性口号，试图将新政以来的社会改革推向新的高潮。肯尼迪号召美国人民，要勇敢地面对「未知的科学与空间领域、未解决的和平与战争问题、未征服的无知与偏见、尚无答案的贫困与生产过剩问题等等」。 
「新边疆」包括内政和外交两个方面。内政方面，实行双重利率（即降低长期利率、提高短期利率）的有限廉价货币政策，采纳「新经济学」的减税主张，实行长期赤字财政政策；制定和实施太空探索和登月计划；实施老年医疗保险，提出解决种族隔离的民权法等。在对外政策方面，推行称霸世界的全球战略，把大规模报复战略转变为灵活反应战略；建立「和平队」；制造侵略古巴的猪湾事件，组织「争取进步联盟」，加强对拉美的控制；提出「宏图计划」，试图将西欧纳入以美国为主体的大西洋共同体之中。 
与肯尼迪年轻活跃的政府班底恰恰相反，1960年选出的美国第87届国会据说是自83届国会以来最保守的一届，以致肯尼迪的「新边疆」在立法上举步维艰。国会在医疗照顾、援助公立学校、设立城市事务部、成立青年自然保护队、保护生态环境、农场法和加速建设公共工程等立法方面挫败了肯尼迪。不过，肯尼迪仍然推动国会通过了有关增加失业赔偿、提高最低工资、改善城市环境、减税和民权等重要法案，对美国的新政式国家垄断资本主义做出了重要的政策创新和补充。
1961年2月2日，肯尼迪向国会提交了经济复兴与增长计划。在计划中，肯尼迪建议增加失业津贴，扩大救济金發放范围，增加社会保险金和鼓励提前退休，提高最低工资标准并扩大实施范围，对雇农提供紧急救济，资助房屋建筑和清除贫民窟等。同年6月底，在经过国会的讨论修正后，肯尼迪的上述提案基本上都获得了通过。在肯尼迪政府优先扩大开支和优先廉价货币政策的刺激下，美国经济缓慢回升，工业生产增长，失业率下降。到1962年7月底，经济衰退的威胁才逐渐解除。
黑人民权运动在1960年代时期正进行得如火如荼，肯尼迪对此做出了积极的支持，同时向国会提出了自战后以来范围涉及最广泛、内容最具自由色彩的民权立法建议案；这个民权立法建议案虽然直到肯尼迪遇刺前仍然未获得通过，却为后来在1964年的《民权法》奠定了稳固的基础。
1961年4月12日，苏联宇航员尤里·加加林少校率先实现了人类历史上的首次太空飞行，给美国造成了在太空领域竞争中落后于人的政治压力。同年4月17日，肯尼迪政府在武装干涉古巴革命的猪湾事件中遭到惨败；为转移国内外舆论的压力，肯尼迪政府匆忙推出赶超苏联的太空计划，于5月发射水星3号卫星，将美国宇航员艾伦·谢泼德中校送入太空。同年5月25日，肯尼迪又宣布了后来闻名于世的阿波罗登月计划，国会随即做出了拨款200亿美元的决定；10月27日，土星1号火箭试射成功，美国火箭技术开始超过苏联，這個太空時代的潮流也成為了一種文化，在影視作品與教育中影響了全世界的後人。
1963年11月22日，肯尼迪在得克萨斯州达拉斯市遇刺身亡，震惊了全国。

### 国际背景
一度面臨全面核戰危機的1962年古巴导弹危机在美苏妥协中和平解决。1961年越南战争开始局部介入。5月为了进一步帮助越南共和国（南越）总统吳廷琰的政府，美国总统肯尼迪派遣一支美軍特种部队进驻越南共和国，开启了美军战斗部队进入越南的先河。这一事件也常被认为是越战开始的标志。

## 過程
1963年11月22日，即肯尼迪遇刺当日下午2时30分，時任副总统的约翰逊在空军一号座机上宣誓继任美国总统。约翰逊留用了肯尼迪政府的主要成员，继续推行肯尼迪政府的各项内外政策，并开展了大规模的自由主义社会经济改革，改革的内容十分广泛。
11月25日这天，在白宫的经济会议上，约翰逊决定大幅度削减财政预算，将联邦年度预算赤字减少一半。同时他还下令关闭白宫里面多余的电灯，削减政府的用车，并带领政府厉行节约。结果赢得了参议院财政委员会的支持和美国企业界的赞赏。
1964年1月8日，约翰逊向国会提交了以“向贫困宣战”以实现充分就业为目标的经济机会法案。8月30日，国会批准了《经济机会法》，对贫困家庭的青少年提供教育资助，对辍学失业的青年提供职业培训和基本技能训练，资助和组织穷人最大限度地参与当地社区的各项活动，并设立了被约翰逊称为“向贫困宣战的全国司令部”——经济机会局。
1964年2月26日约翰逊推动国会批准了肯尼迪生前留下的《减税法案》，通过经济繁荣时减税使赤字财政长期化，进一步发展了凯恩斯主义的赤字财政政策和新政式国家垄断资本主义。在《减税法案》的刺激下，私人投资和民众购买力持续高涨，使美国经济继续高速增长，而民主党政府也赢得了垄断资产阶级的全力支持，为民主党在1964年大选的胜利打下了基础。
1964年3月7日约翰逊第一次在公众场合提出「伟大社会」概念是在一次对学生的演讲中。演讲在艾森斯市的俄亥俄大学举办。而詹森在演講中說道「...我们将共同建设一个『伟大社会』，依靠大家的勇气、同情心和追求，共同建设一个社会，在这里没有儿童会挨饿，没有少年会失学。...」
1964年5月22日，在安娜堡的密歇根大学，约翰逊正式提出了他关于「伟大社会」的具体构想。「伟大社会」——约翰逊在之前的演讲中几次提到了这个词，但并没有强调过，而演讲稿写手Richard N. Goodwin赋予了它一个全新的政治内涵。在选举年的民主党大会之前，约翰逊就已经描绘出解决即将到来问题的蓝图了。
「我们会收集一些世界上最精辟的见解和最广播的知识去找到答案。我计划成立专门的工作组以准备一系列会议——关于城市、自然美景、教育质量，和迫在眉睫的挑战。我们通过研究，向伟大社会起步。」 
1965年1月，约翰逊在国情咨文中正式提出建设「伟大社会」的施政纲领，随后又向国会提出有关教育、医疗、环境保护、住房、反贫困和民权等方面的83个特别立法建议，将1960年代的自由主义改革推向了高潮。

## 1965年立法與总统特别工作组
肯尼迪总统成立了一个有学者和专家组成的特别工作组以起草“新边疆”的法规并处理国际事务。约翰逊喜欢依靠专家组，部分临时专门工作组可以进行秘密工作，不受官僚机构的管辖，直接受命于白宫。在安阿格演讲之后不久，14个独立的工作组开始对美国社会几乎所有的主要问题开始了调研，而总统助理比尔·莫耶斯（Bill Moyers）和理查德·顾温（Richard N. Goodwin）则协助他们的工作。
每个工作组平均有9名成员。在1965年的立法程序中，只有一个工作组致力于国外事务及经济政策。其余工作组质疑与处理国内问题：农业、反萧条政策、人权、教育、经济效率、卫生、收入维持政策、政府内部财政合作、自然资源、环境污染、自然美景的保护、交通和城市问题。
工作组报告提交白宫以后，莫耶斯开始展开第二轮计划。建议书被提交到相关机构，由大部分政府官员组成的新委员会来评定。擅长与国会打交道的专家也细致考虑了如何劝服国会通过立法。在1964年末约翰逊和莫耶斯及预算主管克米特·高登（Kermit Gordon），在他的农场里复核了最初的“伟大社会”提案。提案中许多内容后来用于1965年1月4日约翰逊的国情咨文。
特别工作组、1964年约翰逊在选举中的获胜以及他擅于获得国会支持，促使了1965年的立法进程。随后的批评认为工作组明显是通向伟大社会的精英主义方式。同时，因为许多政策的并不是由游说集团引起的，一些计划没有能够支持他们继续下去的选民与基金。

## 1964年选举
1964年总统大选，约翰逊以61%得票赢得了选举，是自从1824年实行直接选举以来得票率最高的总统。他的竞争对手共和黨參議員貝利·高華德只赢得了6个州（包括5個南方州份）。民主党控制了第89届国会的2/3席位：参议院为68比32，众议院为295比140。雖然如此，共和黨和南方民主黨仍然維持國會的多數。政治改组使白宫领导層得以废除陈规，禁止南方民主党杀害“新边疆”与民权运动的立法者。这一改革促使南方通过伟大社会的立法。1965年，89届国会执政的第一季，确立了伟大社会的基础。

## 89届国会會議
到第89届国会（1965-1967年）闭会时，“伟大社会”的115项立法，已有90项获得通过。而这届国会，被戈德华特称作“静电复印国会”——约翰逊要什么，就通过什么，许多法案都是只字未改。
约翰逊擅于获得国会的支持。在国会支持下，伟大社会的改革才得以大张旗鼓地推行。

## 主要政策領域

### 隱私
1964年萬斯·帕卡德（Vance Packard）撰寫的關於隱私的書認為，技術的變化正在侵犯隱私，並可能在未來以完全不同的隱私標準創建一個社會。他將當時的國家數據銀行總裁林登·詹森最近提出的大社會倡議與廣告商對信息的使用進行了比較，並主張採取更多的數據隱私措施，以確保信息不會被濫用。這篇文章促使國會成立了隱私入侵特別小組委員會。歐文警告說：計算機永遠不會忘記。

### 公民權利
历史学家艾伦·布林克利（Alan Brinkley）认为，“伟大社会”最重要的国内成就也许就是--成功地将民权运动中提出的一些要求变为了法律。四项民权法案通过了，包括约翰逊总统在位的头两年内颁布的三项法律。约翰逊改写的《民权法案》比肯尼迪的要更加进步，1964年6月11日，这个新的《民权法案》在参议院获得了通过。《1964年民权法案》 禁止工作歧视、禁止所有的公共设施对黑人隔离或歧视。《1965年选举权法案》确保了“少数人”的登记投票的权利。这就废除了以“是否识字”或其他选民资格测试来将美国黑人排除在选举名单之外的做法，并且为联邦法院提供了诉讼—停止带有歧视性的选举“人头税”。《1965年移民与国籍法案》(The Immigration and Nationality Services Act of 1965)废除了给移民国家分配配额的做法。至此在法律上结束了美国南部的种族隔离制度。《1968年民权法案》禁止住房歧视，并为美洲印第安人提供了宪法保护。
1968年10月，约翰逊又说服国会批准了1968年的民权法，又称《开放住房法》，并禁止在出售和出租公私住房时进行种族歧视，这是内战后第一个触及美国北部种族歧视的法案。约翰逊在执政时期通过的3个民权法案缓和了美国的种族矛盾，为70年代北部资本的大举南下和南部阳光地带的兴起扫清了障碍。

### “向贫困宣战”

#### 程序
“伟大社会”中最雄心勃勃、也最具争议性的部分就是它“结束贫困”（War on Poverty）的倡议。肯尼迪总统当政的时候就一直在思忖怎样用国家的力量对抗贫困。曾是一个老师的约翰逊，在德克萨斯州感受到了墨西哥裔美国人的极端贫穷。在他总统上任的第一个月就发起了“针对贫困的无条件的战争”，致力于将饥饿和剥削从美国人的生活中消除。“针对贫困的战争”的核心部分即《1964年经济机会法》，成立了经济机会局（Office of Economic Opportunity,简称OEO）来监管一系列的以社区为单位的反贫困项目。
经济机会办公室的成立反映了立法者们的公识—对付贫困最好的办法不是给穷人们钱，而是通过教育、职业培训、社区开发来完善他们自身。
1964年，“向贫困宣战”刚开始的时候得到了十亿美元的拨款，在接下来的两年里又花费了二十亿美元。它衍生出了几十个项目，如"就业工作团"(Job Corps)，为16-21岁的贫困青年提供宿舍，举办职业训练，目的是帮助处于弱势地位的青年培养能够自力更生的技能；“邻里青年团”(Neighborhood Youth Corps)，成立的目的在于给贫困的城市青年提供工作经验并且鼓励他们继续学业；“文明城市”(the Model Cities Program)项目，目的在于促进城市再发展；“向上跃进”(Upward Bound) 项目，帮助贫穷的高中生进入大学；“领先”(Head Start) 项目，为贫困儿童提供学前教育。另外，国家为社区健康中心提供资金，以拓宽更多人得到卫生保健的途径。而在1965年和1967年国家对社会保障做了显著的修正，显著地增加了福利，扩大了覆盖面，并且建立了新的项目来与贫困作战，提升人民生活水平。1968年，“对有子女的家庭补助计划”的平均支付水平与1960年相比提高了35%，但仍然不充足、分布不均。

### 教育
“伟大社会”政策中關於教育方面最重要的是1965年《中小学教育法案》(the Elementary and Secondary Education Act of 1965)，由联邦教育办公室专员（United States Commissioner of Education）弗兰西斯·克普(Francis Keppel)拟定，并在1965年4月11日变成了法律，距它面世不到3个月。通过给公共教育提供显著的国家支持，它结束了长期存在的政治禁忌。最初，它分配了十亿美元来帮助学校购买原材料，并在贫困生集中的学校开始了特殊教育项目。
《1963年高等教育法案》(The Higher Education Facilities Act of 1963)在约翰逊成为总统后的一个月后成为了正式法律。它的内容包括为大学提供更好的图书馆、建立10-20个研究生中心、数个技术学院，並为幾萬個学生提供教室，每年新建25-30个社区学院。随后又通过了《1965年高等教育法案》(the Higher Education Act of 1965)，联邦政府为大学提供更多资金，为学生提供奖学金和低利息贷款、成立了国家教师团以为美国贫困地区提供教师。这项法案也开始了由国家资助学院向资助学生个人的过渡。《1968年双语教育法案》(The Bilingual Education Act of 1968)：联邦政府向当地学校提供援助，帮助学校重视英语水平有限的孩子们的需求。2002年该法案期满停止。
约翰逊带领联邦政府对美国的现代化劳动力再产生事业承担起了更多的责任，在其任内通过的教育法案达40多项，改善了穷人和黑人的教育状况，总体上促进了美国教育事业的发展。约翰逊也喜欢把自己称为“卫生和教育总统”。

### 健康

#### 醫療保險
1965年《社会保险法》（Social Security Act of 1965） 批准了联邦医疗保险，为许多花费在老年人身上的医疗费用提供了联邦资金支持。该法克服重重阻力，尤其是来自美国医学会的阻力，希望通过让所有六十五岁以上的人从中受益，同时将支付能力和现存的个人保险制度联系起来，建立一个以公众名义提供资金支持的卫生保健机制，也就是公费医疗制度。

#### 醫療補助
1966年，所有接受社会福利接济的人都从医疗补助计划中获得了医疗护理。该计划于1965年7月30号，在1965年《社会保险法》的第十九章中被创建。每个州自行管理自己的医疗补助计划，与此同时，联邦医疗保险与补助中心监督州立项目，并建立对服务传送、质量、资金与合格标准的要求。

国家人文科学基金会

### 藝術文化機構

#### 國家人文藝術基金會
1965年9月，约翰逊总统签署文件，将國家人文藝術基金會写进法律，分别建立了美国艺术基金会（National Endowments for the Arts）和国家人文科学基金会（National Endowments for the Humanities），作为两个独立的机构在肯尼迪时期，政府为艺术与人文科学游说以获得联邦资金支持。1963年，三个教育机构——美国学术团体理事会、美国研究生院理事会、优等生联谊会合并，成为国家人文科学委员会。1964年6月，该委员会发布了一份报告。报告显示，对理工科的强调让人文科学濒临消亡，其范围广至从小学到研究生院。为取得文理平衡，委员会建议“美国总统和国会着手建立国家人文科学基金会”。
1964年8月，宾夕法尼亚的国会议员威廉·S·摩尔海德（William S. Moorhead）提议，应该为实施该委员会的建议立法。9月，当约翰逊总统在布朗大学演讲并认可该建议时，该建议算是得到了来自白宫的支持。1965年3月，白宫提出要建立国家艺术与人文科学基金会，并要求得到两千万的基金作为启动资金。委员会的这份报告催生了其他提案的产生，但是白宫的手段让其黯然神伤。政府那些经过主管部门建议、要求分开建立两个机构的计划，是最终经白宫同意的版本。之后，理查德·尼克松戏剧般地拓展了国家艺术基金会和国家人文科学基金会。

#### 公共廣播電視
1967年1月26日發布的里程碑式報告《公共電視：一項行動綱領》普及了公共電視一詞，並為聯邦援助的立法運動提供了協助。不到10個月後頒布的1967年《公共廣播法》，將公共廣播公司特許為私人非營利性公司。
該法案發起了聯邦援助，以運營公共廣播。1969年公共廣播服務（PBS）重啟。福特基金會委託並於1968年至1969年的公共廣播研究促成了國家公共廣播的建立。

### 消費者保護
1964年，约翰逊总统提名劳动部助理秘书埃斯特·彼得森为第一总统助理，主要负责消费者方面的事务。1965年的《香烟标注法案》(The Cigarette Labeling Act of 1965)要求香烟包装上必须有警告标签；1966年的《机动车安全法》（Motor Vehicle Safety Act of 1966）以 美国国家公路交通安全管理局 的诞生为机，设立了其标准；《包装与标识法案》(Fair Packaging and Labeling Act)要求产品必须清晰标明制造商，生产地址，数量和服务标准，法案同时允许美国卫生教育福利部和联邦贸易委员会确认和建立自有的标准。原本比价消费的程度可以在法案中有统一的规定，但最后法案还是宣布其不合法。1966年的《儿童安全法案》（Child Safety Act of 1966）禁止了所有危险化学物质的使用；1967年的《易燃织物法》（Flammable Fabrics Act of 1967）为儿童的睡衣材料设立了标准，但并为涉及到婴儿毛毯的制造；1967年的《健康肉类法案》(Wholesome Meat Act) 要求对肉类的检查必须达到联邦标准；1968年的《借贷信用法案》(Truth-in-Lending Act) 要求借贷者和贷款提供者，向社会公开花费在贷款（分期付款）和销售额这两项上的财政开销；1968年的《健康家禽产品法案》（Wholesome Poultry Products Act of 1968）要求，对家禽的检查必须达到联邦标准；1968年的《房地产销售公开法》（Land Sales Disclosure Act of 1968）提供了应对欺诈性房地产消费行为的措施；1968年的《放射物安全法案》（Radiation Safety Act of 1968）提供了判别电子产品的标准，并提出对有缺陷产品“召回”的说法。

### 環境
小约瑟夫·A·卡里法诺（Joseph A. Califano, Jr.）提出，伟大社会构想对环境的贡献应在于资源保护的延伸，而不是局限于保存那些本就不会受到影响的资源。当总统林登·约翰逊谈及当局的环境政策时，他说道：“我们呼吸的空气，我们的水、土壤，我们的身边的野生生物，都受到了那些有毒化学物质的毁坏，而这些物质正来源于工业和高科技发展带来的副产品。我们这个得益于科技而发展的社会，必须和大自然和谐共处，并为自己的行为负责。我们不能仅仅局限于保护农村，将其从可能的毁灭中拯救出来；我们还应该努力还原被我们破坏的社会，抢救我们所居住的城市，让它们重新变得美丽。我们对环境的保护不能仅仅是传统意义上对资源的保护，而应该是对经过革新的发展方式的创造性保护。”
在内政部长 斯图尔特·尤德尔 的命令下，那些致力于保护空气和水的新型环境法被纳入伟大社会构想内。有关环境的立法包括：
- 《关于空气质量和净水标准的法案及修正案》（Clear Air, Water Quality and Clean Water Restoration Acts and Amendments）
- 1964年《荒野保护法案》（Wilderness Act of 1964）
- 1966年《濒临灭绝物种保护法》（Endangered Species Preservation Act of 1966）
- 1968年《国家步道系统法》（National Trails System Act of 1968）
- 1968年《国家自然风景与河流法》（Wild and Scenic Rivers Act of 1968）
- 1965年《土地与水资源保护法》（Land and Water Conservation Act of 1965）
- 1965年《固体废弃物处置法》（Solid Waste Disposal Act of 1965）
- 1965年《机动车尾气污染控制法》（Motor Vehicle Air Pollution Control Act of 1965）
- 1966年《国家历史文化保护法》（National Historic Preservation Act of 1966）
- 1968年《飞机噪音控制法》（Aircraft Noise Abatement Act of 1968）
- 1969年《国家环境政策法》（National Environmental Policy Act of 1969）

### 勞動
在1964年制定的对于《大卫·培根法案》（1931年）的修正案中规定，联邦最低工资得以提高的同时，普通工人的工资必须包含附加福利来同步提高。此外，综合工资最低比率的提高被写进法律,这也将《公平劳动标准法》（Fair Labor Standards Act）未能涉及到的910万工人纳入工资提高范围内。

### 保守主義者中的反對派
1966年時，城區內的局面正在升級（1968年達到高潮），增強了對法律和秩序的需求。一些曾經是新政聯盟重要組成部分的城市白人，認爲民主黨集中於少數族群。共和黨候選人忽略了諸如《醫療保險》或《教育法案》等受歡迎程度更高的程序，而將重點放在了不太受歡迎的程序上。此外，共和黨人努力避免自新政以來困擾他們的消極主義和精英主義的污名，提出了替代方案，例如「機會遠征」。1966年美國眾議院選舉，共和黨新增47個眾議院席位，共和黨和南方民主黨的保守聯盟重現。

## 遗产

### 立法上成就空前
约翰逊擔任總統任内，国会一共通过四百三十五项立法，基本实现了“伟大社会”的主要立法目标，其中也保護了脆弱的生態環境得以恢復不被進一步破壞，等等具有前瞻性的法律遺產。特别是一系列民权法案，改善了美国少数族裔的政治权利。1964年7月2日约翰逊签署了具有历史意义的《民权法案》该法案的目标是消除因种族、肤色、宗教和国籍背景所产生的一切歧视。最高法院法官阿瑟·戈德堡称该法案为“人的尊严的证明”。1965年约翰逊又签署一项民法案，该法案结束了近一个世纪对亚洲移民的法律排斥和歧视。由于这项法案的实施，包括华人在内的大批亚洲移民得以进入美国并获得比较公平的发展机会，這批亞洲人、特別是華裔的學生們，在加州創造了未來美國興盛的科技業。

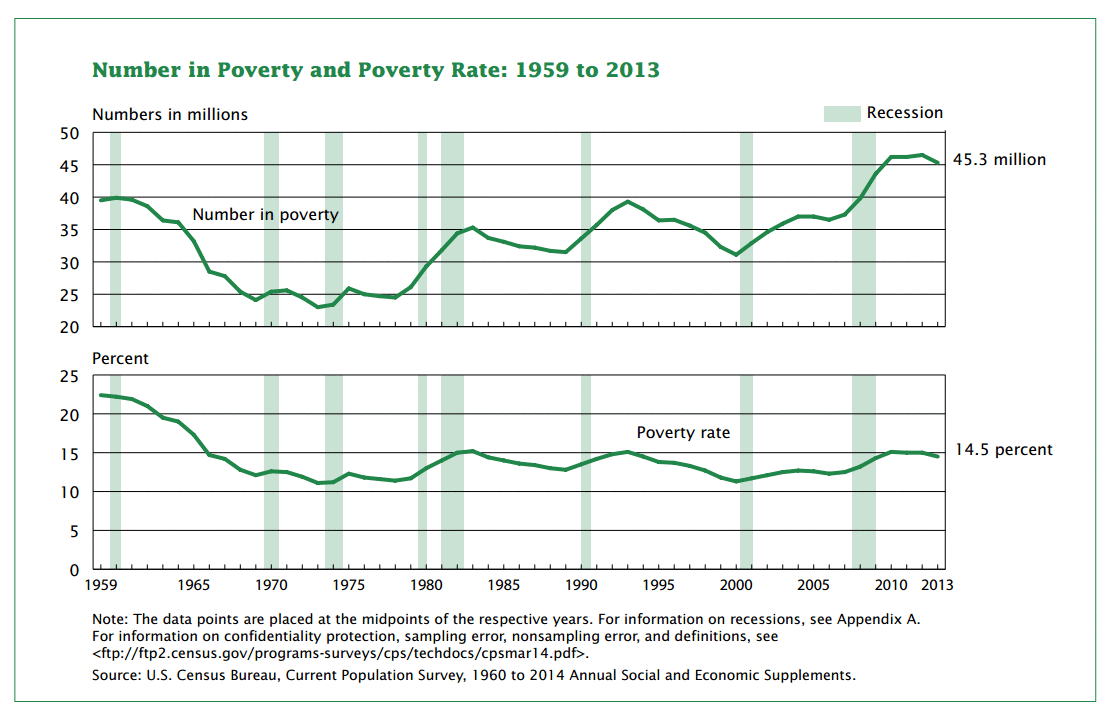
伟大社会政策实施后的贫困人口数，1959~2009

### 向贫困开战
“伟大社会”反贫困计划的实施, 在一定程度上缩小了美国的贫富悬殊, 部分地解决了丰裕社会中的贫困问题。虽然没有全部解决贫困问题，但使美国生存在官方编制的“贫困线”以下的人口却有较大幅度的减少。据统计, 1964年, 生活在“贫困线”以下的有3610万人, 到1969年, 降至2410万人, 即从占美国全部人口的19%降至12%。同时,美国的失业人数也大为减少。据统计 , 1966-1969年，美国的失业率一直保持在4%以下。此外，工人的实际工资也有所提高, 有相当一部分劳动者的生活有所改善。

### 税制
“伟大社会”的税制改革及城市更新和环境保护方面的立法，扩大了美国私人企业内部资金的来源，加强了国家垄断资本主义条件下国家所起的经济基础的作用，在一定程度上解决了美国城市颓败和环境污染问题，提高了生活质量。

### 福利
“伟大社会”的福利计划扩大了美国政府对社会福利所承担的义务，把美国进一步推向“福利国家”的道路，在一定程度上改善了美国人民的生活，为美国社会的安定和经济的发展创造了条件。颁布医疗照顾和医疗援助两个法案，一定程度上解决了美国老人的治病问题。
到1970年代中期除亚利桑那州外，其他各州均已制定医疗援助计划，接受医疗援助的人数从1967年的1000万增至1973年的2300万。随着各项医疗法案的颁布与实施，美国在医疗卫生方面的开支也急剧上升。据统计1963年美国的医疗卫生费用为29亿美元，到1969年达到131亿美元。约翰逊的“伟大社会”提案继续完成了肯尼迪总统“新边疆”计划的未竟事业。同时，在尼克松和福特总统的任期内，伟大社会计划仍在不断的扩展。
但在里根时期，“伟大社会”计划被加以缩减。受到1960年代越战的影响，以及由于科技革命引起的经济和社会结构的变化，“伟大社会”的后遗症在1970年代显露出来：通货膨胀、福利负担过重、经济低迷，从而导致里根政府急剧地减少政府干预的变革。因為在政府权力扩张的过程中，许多财政资源被浪费。更經濟的新自由主義和減免稅收成為美國社會的主流，然而這種重新加大的貧富差距和不公平現象，又讓美國在21世紀交界時，重新審視了社會福利和政府的必要性，並讓民主黨多次回到政治舞台。

### 引用
1. ↑  Revenue Act of 1964
2. ↑  Herman P. Miller Poverty, American Style, Council of Economic Advisers, What is Poverty? Who Are the Poor? 华盛顿出版公司, 第92页。
3. ↑  Full text of the decision & case resources from Justia & Northwestern-Oyez, Justia.com
4. ↑  .   [2012-05-14]. （原始内容存档于2020-08-10）.
5. ↑  )[Civil Rights Act of 1964]
6. ↑  John F. Kennedy - 1960 Democratic National Convention Address （页面存档备份，存于），American Rhetoric
7. ↑  《总统们：美国崛起的“秘密武器”》，张国庆，上海人民出版社
8. ↑  .   [2012-05-15]. （原始内容存档于2016-11-13）.
9. ↑  President Johnson's speech at the University of Michigan （页面存档备份，存于），from the LBJ Library
10. ↑  Unger, Irwin, 1996: 'The Best of Intentions: the triumphs and failures of the Great Society under Kennedy, Johnson, and Nixon': Doubleday, p. 104.
11. ↑  .   [2012-05-15]. （原始内容存档于2019-05-17）.
12. ↑  .   [2012-05-15]. （原始内容存档于2017-06-30）.
13. ↑  Kennedy by Theodore C. Sorenson
14. ↑  .   [2012-05-15]. （原始内容存档于2019-01-09）.
15. ↑  .   [2012-05-15]. （原始内容存档于2020-11-12）.
16. ↑  .   [2012-05-15]. （原始内容存档于2012-03-05）.
17. ↑  徐以骅，林登·约翰逊“伟大社会”述评
18. ↑  刘绪贻 主编：《当代美国总统与社会—现代美国社会发展简史》, 湖北人民出版社1987年版 , 第217页
19. ↑  杨鹏飞：《林登·约翰逊的“伟大社会”与美国经济的发展》
20. 1 2  杨鹏飞，《林登·约翰逊的“伟大社会”与美国工业的成熟》，《史学月刊》，2006